# Aimé Cotton
Aimé Auguste Cotton (Bourg-en-Bresse, Francia, 9 de octubre de 1869 - Sèvres, Francia, 16 de abril de 1951) fue un físico francés conocido por sus estudios sobre la interacción de la luz con moléculas quirales. En las bandas de absorción de estas moléculas descubrió valores grandes de dispersión óptica rotatoria, la variación de la rotación óptica como función de la longitud de onda, lo que se conoce como efecto Cotton, así como dicroísmo circular o diferencias en la absorción entre luz circularmente polarizada a derecha o a izquierda.

## Biografía
Aimé Cotton nació en Bourg-en-Bresse, en el departamento de Ain, el 9 de octubre de 1869. Su abuelo era director de la escuela normal de Bourg y su padre, Eugène Cotton, era profesor de matemáticas en el colegio de Bourg, lugar donde el físico André-Marie Ampère empezó su carrera. Su hermano Émile Cotton fue matemático y académico.
Cotton recibió su educación en el liceo de Bourg antes de tomar el programa especial de matemáticas en el liceo Blaise Pascal en Clermont-Ferrand. Entró en la Escuela Normal Superior en 1889, y ganó el premio de ciencias físicas al graduarse en 1893.
Como estudiante de posgrado en el laboratorio de física de la Escuela Normal Superior, preparó su tesis doctoral en ciencias físicas. En su tesis estudió las interacciones de la luz polarizada con sustancias ópticamente activas que contenían moléculas quirales. En las bandas de absorción de estas sustancias, encontró grandes variaciones de rotación óptica como función de la longitud de onda, lo cual se conoce ahora como dispersión rotatoria óptica o efecto Cotton. También descubrió el fenómeno relacionado del dicroísmo circular, o la absorción desigual de luz circularmente polarizada a derecha o izquierda. Estos dos fenómenos fueron más tarde utilizados para determinar la estereoquímica de moléculas quirales en química orgánica y bioquímica.
Fue nombrado maître de conférences en la facultad de ciencias de la Universidad de Toulouse en 1895, y defendió su tesis doctoral en 1896 ante el profesorado de ciencias de la Universidad de París. Su tesis estaba titulada «Investigación sobre la absorción y dispersión de la luz por sustancias capaces de rotación óptica». En 1900, fue nombrado profesor adjunto como suplente temporal de Jules Violle. En 1904 fue obtuvo una plaza docente y en 1910 se convirtió en profesor adjunto de la Universidad de París, asignado a la Escuela Normal Superior, donde permaneció hasta 1922.
Durante este periodo su investigación se centró en las interacciones entre la luz y el magnetismo. Trabajó primero con Pierre Weiss sobre el efecto Zeeman, la división de las líneas espectrales en presencia de un campo magnético. Para este trabajo inventó la balanza de Cotton para medir la intensidad del campo magnético con precisión. Junto con Weiss estudió la división magnética de las líneas azules del átomo de zinc y en 1907 fueron capaces de determinar la relación entre la carga del electrón y su masa (e/m) con mayor precisión que el método de J.J. Thomson.
Cotton se interesó entonces en el efecto Faraday cerca de las líneas de absorción y demostró el dicroísmo circular magnético. Al mismo tiempo, trabajó con su antiguo compañero de clase Henri Mouton, biólogo en el Instituto Pasteur, sobre birrefringencia magnética en soluciones coloidales de partículas magnéticas. En 1907 descubrieron el efecto Cotton-Mouton, una birrefringencia magnética intensa con el eje óptico perpendicular a las líneas del campo magnético.
En 1913 se casó con Eugénie Feytis, también física. Tuvieron tres hijos. Durante la Primera Guerra Mundial, desarrolló junto con Pierre Weiss el sistema Cotton-Weiss, basado en un método acústico, para localizar artillería enemiga.
Dirigió la tesis doctoral de Georges Bruhat sobre dicroísmo circular y dispersión rotatoria óptica (1914). En 1917 ayudó a fundar el Institut d'optique théorique et appliquée, en la actualidad École Supérieure d'Optique. En 1914, propuso la construcción de un gran electroimán capaz de producir campos magnéticos intensos. El trabajo en el imán empezó finalmente en 1924 en el Service des Recherches et Inventions de Bellevue, más tarde Laboratoire du Magnétisme de Meudon-Bellevue y finalmente Laboratoire Aimé Cotton en su honor. Se consiguieron campos magnéticos de hasta 7 teslas.
En 1919, se convirtió en director del comité de física de la Direction des Inventions Intéressant la Défense Nationale (en francés: Dirección de Inventos Relevantes a la Defensa Nacional). En 1920 fue nombrado profesor de la nueva cátedra de física teórica y astrofísica en la facultad de ciencias de la Universidad de París. En 1922 sucedió a Gabriel Lippmann en la cátedra de física general, y al mismo tiempo se convirtió en director de investigación de física en la facultad. En 1923 fue elegido miembro de la Academia de Ciencias de Francia, y en 1938 fue elegido presidente de la misma. Se retiró en 1941, y fue sucedido por Jean Cabannes como profesor y director de laboratorio, aunque mantuvo la dirección del laboratorio de magneto-óptica en Bellevue. También en 1941 fue encarcelado por la ocupación alemana en Fresnes durante mes y medio, y recibió más tarde la Rosette de la Résistance. Falleció el 16 de abril de 1951 en Sèvres.